# 발사중량
발사중량(發射重量, launch weight)은  미사일, 로켓 등의 발사체나 그에 탑재하는 자가(自家) 추진력을 갖는 인공위성 등의 탑재체에 적용 가능한 중량 개념이다. 상기 물체들은 스스로를 추진하기 위한 연료 및 산화제를 탑재하기 때문에 중량이 일정하지 않다. 발사시에 연료와 산화제를 정량만큼 주입한 상태에서는 연료를 채우기 전의 순수한 중량에 비해 더 무거워질 수밖에 없는데, 이 상태에서의 중량을 발사중량이라 한다.